# Jean Darrouzès
Michel Jean Abel Darrouzès (* 3. April 1912 in Nassiet, Département Landes; † 12. Juni 1990 in Montreuil) war ein französischer Byzantinist.
Im Alter von 16 Jahren entschied er sich für die geistliche Laufbahn und begann ein Noviziat bei den Assumptionisten. 1947 trat er in das (von den Assumptionisten unterhaltene) Institut français d’études byzantines in Bukarest ein, das nach der kommunistischen Machtübernahme noch im selben Jahr nach Paris überführt wurde. Von 1953 bis 1957 arbeitete er an der Athener Sektion des Instituts, während er ansonsten fast ausschließlich in Paris tätig war.
Jean Darrouzès war in erster Linie Historiker, aber als Herausgeber zahlreicher (häufig noch unedierter) Schriften auch Philologe. Durch seine stupende literarische Produktion wurde er einer der führenden Byzantinisten des 20. Jahrhunderts.

## Veröffentlichungen (Auswahl)
- Syméon le Nouveau Théologien, Chapitres théologiques, gnostiques et pratiques (Introduction, texte critique, traduction et notes), Paris 1957, 2. Auflage 1980
- Épistoliers byzantins du Xe siècle, Paris 1960
- Nicétas Stéthatos, Opuscules et lettres (Introduction, texte critique, traduction et notes), Paris 1961
- Documents inédits d’ecclésiologie byzantine, Paris 1966
- Syméon le Nouveau Théologien, Traités théologiques et éthiques (Introduction, texte critique, traduction et notes), 2 Bände, Paris 1966 und 1967
- Georges et Dèmètrios Tornikès, Lettres et discours, Paris 1970
- Recherches sur les ὀφφίκια de l’Église byzantine, Paris 1970
- Le registre synodal du patriarcat byzantin au XIVe siècle (Étude paléographique et diplomatique), Paris 1971
- Littérature et histoire des textes byzantins, London 1972 (Nachdruck von 21 Aufsätzen)
- Dossier grec de l’Union de Lyon (1273–1277), Paris 1976 (gemeinsam mit Vitalien Laurent)
- Les Regestes des Actes du patriarcat de Constantinople. I: Les Actes des patriarches. V: Les Regestes de 1310 à 1376, Paris 1977
- Théodore Daphnopatès, Correspondance, Paris 1978 (gemeinsam mit L. G. Westerink)
- Les Regestes des Actes du patriarcat de Constantinople. I: Les Actes des patriarches. VI: Les Regestes de 1377 à 1410, Paris 1979
- Notitiae Episcopatuum Ecclesiae Constantinopolitanae, Paris 1981
- Les Regestes des Actes du patriarcat de Constantinople. I: Les Actes des patriarches. VII: Les Regestes de 1410 à 1453 (suivis des Tables générales des fascicules I–VII), Paris 1991